# Jordan Rhodes
Jordan Luke Rhodes  (* 5. Februar 1990 in Oldham, Lancashire) ist ein schottischer Fußballspieler, der seit 2021 bei Huddersfield Town unter Vertrag steht und in der Saison 2023/24 an den FC Blackpool ausgeliehen ist. Von 2011 bis 2017 bestritt er vierzehn Länderspiele für die schottische Fußballnationalmannschaft und erzielte dabei drei Tore.

## Karriere

### Verein
Jordan Rhodes gab sein Debüt im Profifußball am 22. Dezember 2007 gegen den FC Burnley in der Football League Championship 2007/08 für Ipswich Town. Zuvor hatte er bereits vom 10. Oktober bis zum 10. November 2007 vier Ligaspiele für den unterklassigen Verein Oxford United bestritten. In der zweiten Liga absolvierte er für Ipswich bis zum Saisonende acht Spiele und erzielte am 9. April 2008 im Spiel gegen Cardiff City seinen ersten und einzigen Ligatreffer. Nach zwei Spielen in der Championship 2008/09 spielte er vom 12. September bis zum 31. Dezember 2008 auf Leihbasis für den englischen Viertligisten AFC Rochdale und erzielte in fünf Spielen zwei Treffer. Vom 23. Januar bis zum Saisonende spielte Rhodes (14 Spiele/7 Tore) für den ebenfalls in der vierten Liga startenden FC Brentford.
Am 31. Juli 2009 verpflichtete ihn der Drittligist Huddersfield Town und stattete Rhodes mit einem Vierjahresvertrag aus. In der Football League One 2009/10 erreichte der Verein aus Huddersfield mit dem sechsten Platz die Play-offs, verlor jedoch bereits in der ersten Runde gegen den FC Millwall. Jordan Rhodes erspielte sich von Beginn an einen Stammplatz im Angriff der Mannschaft und erzielte in siebenundvierzig Ligaspielen neunzehn Treffer. Die Saison 2010/11 brachte mit dem dritten Platz eine weitere Steigerung, zudem setzte sich Huddersfield in der ersten Runde der Play-offs gegen den AFC Bournemouth durch. Die Finalpartie gegen Peterborough United ging jedoch mit 0:3 verloren. Jordan Rhodes (39 Spiele/16 Tore) stellte erneut seine Torgefährlichkeit unter Beweis.
In der Saison 2011/12 konnte er seine Torausbeute noch einmal steigern (40 Spiele/36 Tore) und krönte seine guten Leistungen am 6. Januar 2012 beim 6:0-Auswärtserfolg über die Wycombe Wanderers vor den Augen zahlreicher Premier-League-Scouts mit fünf Treffern. Kurz vor Ende der Wechselperiode wurde Rhodes von den Blackburn Rovers für 8 Millionen Pfund verpflichtet.
Am 1. Februar 2016 wechselte Jordan Rhodes zum Ligakonkurrenten FC Middlesbrough und unterzeichnete einen Vertrag bis 2020. Mit seinem neuen Team feierte er nach einem zweiten Tabellenrang in der Football League Championship 2015/16 den Aufstieg in die Premier League. Dort kam er nicht wie erhofft zum Zuge und wurde bereits Ende Januar 2017 an den Zweitligisten Sheffield Wednesday verliehen, der ihn am 1. Juli 2017 auf fester Vertragsbasis verpflichtete. Mit Sheffield verbrachte er die kommenden drei Spielzeiten in der zweiten Liga, blieb aber mit seiner Torquote weit von früheren erfolgreicheren Jahren entfernt.
Im Mai 2021 kehrte Jordan Rhodes zu seinem früheren Verein Huddersfield Town zurück und unterschrieb einen Dreijahresvertrag. Am 25. August 2023 gab der FC Blackpool bekannt, dass er Rhodes für ein Jahr ausgeliehen hat.

### Nationalmannschaft
Der Sohn des englischen Fußballprofis Andy Rhodes verbrachte während der Spielertätigkeit seines Vaters mehrere Jahre in Schottland und erhielt dadurch die erforderliche Spielberechtigung. Sein Debüt in der schottischen U-21 feierte er am 24. März 2011 im Spiel gegen Belgien. Seine ersten drei Treffer gelangen ihm in seinem vierten Länderspiel beim 5:1 über Luxemburg.
Am 11. November 2011 wurde Rhodes beim 2:1-Auswärtserfolg auf Zypern in der 87. Minute für Jamie Mackie eingewechselt und debütierte damit für Schottland.